# Joe Hesketh
Pour les articles homonymes, voir Hesketh (homonymie).
Joseph Thomas Hesketh (né le 15 février 1959 à Lackawanna, New York, États-Unis) est un lanceur gaucher de baseball ayant joué dans les Ligues majeures de 1984 à 1994 pour les Expos de Montréal, les Braves d'Atlanta et les Red Sox de Boston.

## Carrière
Joueur évoluant pour l'Université de Buffalo, Joe Hesketh est un choix de deuxième ronde des Expos de Montréal en 1980. Il fait ses débuts dans le baseball majeur avec Montréal le 7 août 1984. Il dispute 11 matchs, dont six comme lanceur de relève, en fin de calendrier régulier et maintient une moyenne d'à peine 1,80 points mérités par partie en 45 manches lancées. Il remporte sa première victoire le 19 août sur les Padres de San Diego et est crédité de son premier sauvetage en relève le 10 septembre dans un triomphe des Expos sur les Pirates de Pittsburgh.
Hesketh, un lanceur gaucher, se révèle l'une des meilleures recrues du baseball en 1985 alors qu'il est lanceur partant et amorce 25 parties des Expos, remportant 10 victoires contre 5 défaites. Il maintient sa moyenne de points mérités à un excellent niveau (2,49) en 155 manches et un tiers lancées. Une blessure met cependant fin prématurément à sa première saison complète. Il termine huitième au vote qui désigne la recrue par excellence de la Ligue nationale cette année-là.
En 1986, une blessure fait une fois de plus dérailler sa saison. Il amorce 15 parties du club montréalais, remportant six décisions contre cinq perdues.
Converti en releveur en 1987, il fait 18 apparitions à sa première saison dans ce rôle et affiche une moyenne de points mérités de 3,14 en 28 manches et deux tiers lancées. En 1988 cependant, les Expos font appel à lui à 60 reprises en relève, et sa moyenne n'est que de 2,85 points mérités alloués par partie en 72 manches et deux tiers au monticule.
Ses performances sont moins reluisantes au cours des deux saisons suivantes et il est soumis au ballottage pour être réclamé par les Braves d'Atlanta le 30 avril 1990. Le passage d'Hesketh chez les Braves est bref : libéré de son contrat en juillet, il signe comme agent libre avec les Red Sox de Boston. Ce transfert à la Ligue américaine donne un second souffle à sa carrière et lui permet de renouer avec le rôle de lanceur partant. En 39 sorties en 1991, 17 sont comme partant. Avec 12 victoires et seulement 4 défaites, il affiche le ratio victoires-défaites (,750) le plus élevé de tout le baseball majeur, et il abaisse sa moyenne de points mérités à 3,29 en 153 manches et un tiers lancées. Il alterne entre les rôles de partant et de releveur jusqu'à son dernier match à Boston le 7 août 1994, soit 10 ans jour pour jour après sa première partie jouée au plus haut niveau.
Joe Hesketh a disputé 339 matchs dans les Ligues majeures, dont 225 comme releveur et 114 comme lanceur partant. En 961 manches et deux tiers lancées, sa moyenne de points mérités à vie est de 3,78. Il a remporté 60 victoires contre 47 défaites, totalise 4 matchs complets dont deux blanchissages ainsi que 21 sauvetages en relève et 726 retraits sur des prises.